# (50552) 2000 EV20
2000 إي في 20 (ويعرف أيضًا باسم (50552) 2000 إي في 20 وفق تسمية الكوكب الصغير) (بالإنجليزية: 2000 EV20)‏ هو كويكب ضمن حزام الكويكبات؛ وترتيبه 50552 من حيث الاكتشاف.
اكتُشف هذا الجُرم الفلكي بواسطة ماسح السماء كاتالينا في 3 مارس 2000.

## وصلات خارجية
- (50552) 2000 EV20 في قاعدة بيانات مختبر الدفع النفاث لأجرام النظام الشمسي الصغيرة

- الاكتشاف · مخطط المدار ·  العناصر المدارية · المعلمات المادية

- (50552) 2000 EV20 على موقع ويكي سكاي: DSS2, SDSS, GALEX, IRAS, Hydrogen α, X-Ray, Astrophoto, Sky Map, Articles and images